# Tibouchina scabriuscula
Tibouchina scabriuscula är en tvåhjärtbladig växtart som först beskrevs av Diederich Franz Leonhard von Schlechtendal, och fick sitt nu gällande namn av Célestin Alfred Cogniaux. Tibouchina scabriuscula ingår i släktet Tibouchina och familjen Melastomataceae. Inga underarter finns listade i Catalogue of Life.